# Nicaragua politikai pártjai

## Partido Liberal Independiente
Somoza liberálisai közül kivált politikusok 1943-ban alakították meg azzal a céllal, hogy a törvényhozásban képviselje a középrétegek érdekeit. Valójában a Somoza-rezsim lehetetlenné tette, hogy a hatalom közelébe kerüljenek, hiába próbálkozott meg a valódi ellenzékiek összefogásával. Alapvetően diktatúraellenes politikai tömörülés, demokratikus reformokat követel, és az ország amerikai függése ellen szónokol.

## Partido Social Cristiano
A Konzervatív Párt ifjúsági szervezete 1957-es kongresszusán döntött úgy, hogy Kereszténydemokrata Népi Mozgalom néven önálló párttá alakul. 1964-ben a konzervatívok egy másik csoportja is a mozgalomhoz kapcsolódott, s ekkor vette fel a tömörülés a Keresztényszociális Párt nevet. Mérsékelt erő, a szociális reformokért küzd a „nacionalizálás és demokratizálás” központi jelszavával. Az amerikai imperializmus mellett a „szovjet imperializmust” is elvetette, és tiltakozott az Egyesült Államok által szorgalmazott kétpártrendszer ellen. 1966-ban a konzervatív elnökjelöltet támogatta. A nicaraguai elit és az egyház mérsékelt csoportjai vezetik, vannak támogatói a középrétegekben, valamint ellenőrzi az egyetemi diákmozgalmakat. A párt szoros kapcsolatot akart kialakítani a nemzetközi társszervezetekkel, elsősorban a nyugatnémet Kereszténydemokrata Unióval (CDU).

## Partido Conservador
A 19. században alakult az országot akkoriban irányító, és az Egyesült Államokkal és a katolikus egyházzal szoros kapcsolatot fenntartó vezetőkből. Támogatói bázisa főleg a Managuától délre fekvő Granada városa, ennél fogva a leóni liberálisok fő ellenlábasa. A XIX. század második felében több évtizedig irányították Nicaraguát, ehhez az időszakhoz kötődik az ország leghosszabb békés időszaka és a gazdaság átmeneti fellendítése és a korábbi kölcsönök visszafizetése az Egyesült Államoknak. A XIX-XX. Század fordulójára elveszítették hatalmukat, és a kormányzás a liberálisok kezébe ment át. Az amerikai beavatkozás idején a két párt többször összefogott, de gyakran megelégedtek a nekik felkínált pozíciókkal (Diaz). Anastasio Somoza 1936-os hatalomra jutása után a lojális ellenzék szerepét töltötte be, noha a választásokon rendszerint ellenjelöltet állított. A pártnak jelenleg egy képviselője van a managuai törvényhozásban.

## Partido Liberal Nacional

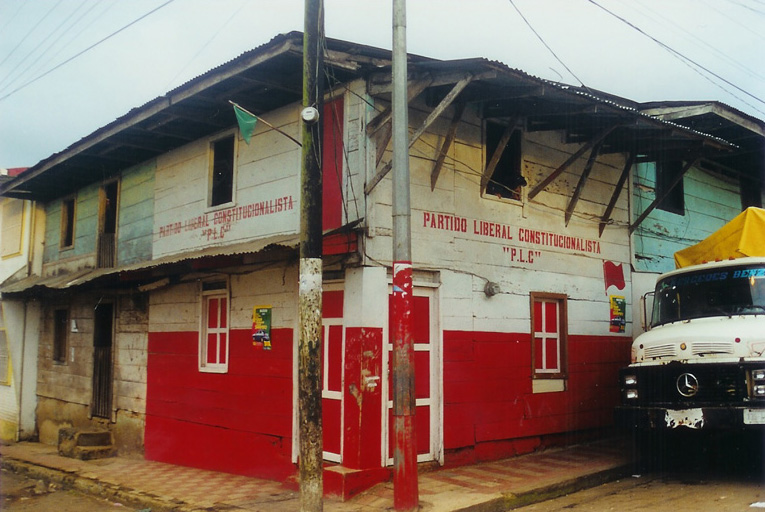
A PLC irodája San Carlosban

A 19. században alakult politikai tömörülés, amelynek támogatói az északnyugati León városából kerültek ki, és így a granadai konzervatívok legfőbb ellenfele. Nevét az 1943-as pártszakadást követően vette fel. A Somozák legfontosabb bázisa, vezetői pedig a Washingtonhoz hű magas rangú tisztségviselők közül kerültek ki. Somoza anyagilag érdekeltté tette a Nemzeti Liberális Párt vezetőit hatalom megtartásában, miután igazgatói tisztségeket és más befolyásos állásokat adott nekik. A tömörülés ifjúsági szervezete a hetvenes években többször felszólított a rendszerrel szembenállók fizikai megsemmisítésére, majd „Fehér Kéz” néven egy hírhedt szélsőjobboldali rohamosztagot állított fel. A párt jelenleg Alkotmányos Liberális Párt néven a Nicaraguát kormányzó öttagú koalíció vezető ereje.

## Partido Socialista Nicaragüense
1925-ben alakult meg néhány kisebb emigráns marxista csoport egyesüléséből Costa Ricában előbb Nicaraguai Kommunista Párt, majd három évvel később Nicaraguai Dolgozók Szövetsége (PTN) néven immár Nicaraguában. Amikor Sandino elindította függetlenségi mozgalmát, a PTN közös frontot próbált meg létrehozni a gerillákkal. Sandino meggyilkolása után azonban Somoza leszámolt ezzel a párttal is: vezetőit bebörtönözték, funkcionáriusaik pedig illegalitásba és külföldre szorultak. 1939-ben Juan Augustino Lorillo vezetésével Costa Ricában újra Kommunista Párt néven szerveződött újjá, majd felvette a Szocialista Párt nevet az 1944. július 3-án a managuai sportcsarnokban tartott kongresszusán. Ekkor még érvényben volt Earl Bowdernek, az Amerikai Kommunista Párt titkárának elve, amely az amerikai imperializmussal való megbékélést hirdette Latin-Amerikában, így a nagygyűlés eredeti célja az volt, hogy támogatásáról biztosítsa a Somoza kormányát. A sandinisták szerint a Szocialista Párt képmutató volt, mert vezetőik kisiparosokból álltak, és nem proletár származásúakból, mint ahogy azt a párt hangoztatta, ideológiai színvonaluk pedig igen alacsony volt, azaz nem lehettek a munkásosztály legitim képviselői.
A Szocialista Párt 1963-ban már X. kongresszusát tartotta, ahol kimondták, hogy a párt fő célja Nicaragua felszabadítása az Egyesült Államok és a helyi oligarchia uralma alól. „E cél úgy érhető el, ha demokratikus, népi, antiimperialista és agrárforradalmi valósul meg, s ennek eredményeként olyan népi hazafias kormány alakul, amely gyökeres demokratikus és antifeudalista átalakításokat hajt végre. Ez utat nyitna a szocializmushoz való átmenethez” – áll a párt programjában, amely szerint a diktatórikus rendszer felszámolása nem képzelhető el fegyveres harc nélkül, ugyanakkor a „kombinálni kell a harc békés és nem békés formáit”.
Mindezek dacára a Szocialista Párt önmagát sem volt képes megvédeni Somoza ellenében.

## Frente Sandinista de la Liberatión Nacional(FSLN)
A FSLN (Sandinista Front) mozgalmát Nicaragua történetének egyik legismertebb forradalmi alakja, Carlos Fonseca Amador hozta létre 1961-ben, röviddel Fidel Castro kubai forradalma után.